# 132 км (зупинний пункт, Криворізька дирекція Придніпровської залізниці)
Платформа 132 км — пасажирський залізничний зупинний пункт Криворізької дирекції Придніпровської залізниці на електрифікованій лінії Апостолове — Запоріжжя II між станціями Марганець (14 км) та Мирова (3 км). Розташований у селі Настасівка Нікопольського району Дніпропетровської області. Поблизу зупинного пункту пролягає автошлях національного значення Н23 (Запоріжжя — Кропивницький).

## Пасажирське сполучення
На платформі 132 км зупиняються приміські електропоїзди сполученням Марганець — Запоріжжя.